# بوآی شنی بلوچستان
 بوای شنی بلوچستان(نام علمی: Eryx johnii) نام یک گونه از تیره اژدرماران است.